# Rosendahl
Rosendahl là một đô thị ở huyện Coesfeld trong bang Nordrhein-Westfalen, Đức. Đô thị này tọa lạc khoảng 10 km về phía tây bắc của Coesfeld.